# Ceratostylis vagans
Ceratostylis vagans är en orkidéart som beskrevs av Rudolf Schlechter. Ceratostylis vagans ingår i släktet Ceratostylis och familjen orkidéer. Inga underarter finns listade i Catalogue of Life.